# Bleptina metopcalis
Bleptina metopcalis là một loài bướm đêm trong họ Noctuidae.